# SummerSlam (2011)
SummerSlam (2011) foi um evento em pay-per-view de professional wrestling produzido pela WWE, que ocorreu em 14 de agosto de 2011 no Staples Center em Los Angeles, Califórnia pelo terceiro ano consecutivo. Foi o vigésimo quarto SummerSlam anual.

## Antes do evento
SummerSlam (2011) teve lutas de wrestling profissional de diferentes lutadores com rivalidades e histórias pré-determinadas que se desenvolveram no Raw e SmackDown — programas de televisão da WWE, tal como nos programas transmitidos pela internet - Superstars e NXT. Os lutadores interpretaram um vilão ou um mocinho seguindo uma série de eventos para gerar tensão, culminando em várias lutas.
CM Punk derrotou John Cena no Money in the Bank, se tornando Campeão da WWE. Logo depois, no entanto, Punk abandonou a WWE. Em 25 de julho, Rey Mysterio derrotou The Miz nas finais de um torneio, se tornando o novo Campeão da WWE. Na mesma noite, Rey foi derrotado por Cena, que se tornou pela nona vez o Campeão. Logo após a luta, Punk retornou à WWE. No SmackDown da mesma semana, o COO Triple H anunciou que havia recontratado Punk, que fez seu retorno oficial ao Raw em 1° de agosto, confrontando Triple H, que, mais tarde naquela noite, decidiu que Cena enfrentaria Punk pelo título definitivo. No Raw de 8 de agosto, Triple H anunciou que ele próprio seria o árbitro da luta.
No Extreme Rules, Christian se tornou Campeão Mundial dos Pesos-Pesados. No entanto, foi derrotado por Randy Orton cinco dias depois. Christian perdeu revanches pelo título nos dois eventos seguintes - Over the Limit e Capitol Punishment -, mas conseguiu derrotar Orton por desqualificação no Money in the Bank, o que, segundo as regras especiais para aquela luta, lhe dava o título. No SmackDown de 29 de julho, Triple H marcou para o SummerSlam uma luta pelo título entre Christian e Orton, uma luta No Holds Barred.
No Raw de 1° de agosto, aconteceu uma Battle Royal entre as Divas do Raw e do SmackDown, com a vencedora ganhando uma luta pelo Divas Championship de Kelly Kelly no SummerSlam. Beth Phoenix venceu a luta ao eliminar por último as Bella Twins. Logo após a luta, Phoenix atacou Kelly quando ela tentou lhe parabenizar pela vitória. Kelly se vingou de Phoenix, a atacando em 8 de agosto após Beth atacar Eve.
Mark Henry atacou os lutadores Big Show, Vladimir Kozlov e Kane, lesionando seus tornozelos e dizendo ser a força mais dominante na WWE. No SmackDown de 29 de julho, Sheamus decidiu enfrentar Henry, o estapeando. A rivalidade entre os dois passou a crescer, o que culminou em uma luta no SummerSlam.
Em 22 de julho, no SmackDown, Daniel Bryan anunciou que usaria seu contrato Money in the Bank no WrestleMania XXVIII. Na semana seguinte, Wade Barrett confrontou Bryan sobre suas decisões. A rivalidade entre os dois culminou no SmackDown de 12 de agosto, onde Barrett atacou Bryan após sua luta com Alberto Del Rio. Foi anunciado no website oficial da WWE que Bryan e Barrett se enfrentariam.

## Produção
Bem como o SummerSlam do ano anterior, a WWE promoveu o evento com a uma convenção de fãs chamada SummerSlam Axxess. A convenção foi realizada no Nokia Plaza em Los Angeles em 13 e 14 de agosto. A desenvolvedora de vídeo games THQ revelou detalhes sobre seu último jogo, WWE '12. Em 25 de julho, a WWE anunciou oficialmente que o cantor de R&B, Cee Lo Green iria cantar a música oficial do SummerSlam, "Bright Lights Bigger City", ao vivo no evento. A 7-Eleven, pelo terceiro ano, produziu copos colecionáveis dos lutadores da WWE.

## Evento

### Pré Show
A primeira luta da noite foi a dark match entre Alex Riley e Dolph Ziggler na qual se deu melhor Ziggler com a vitória.

### Lutas Premilinares
A 1º luta no Card Preliminar foi uma luta de 3 contra 3 mais especificando Six-Man Tag Team match entre John Morrison, Kofi Kingston e Rey Mysterio que mesmo com dores no joelho lutou contra The Miz, R-Truth e Alberto Del Rio (com Ricardo Rodríguez) na qual o time Face venceu o time Hell com o final: 619 de Rey Mysterio em cima de R Truth finalizando com o pinfall. Enquanto Rey fazia o pin os seus parceiros lutavam fora do ringue contra o outro time.
A próxima luta foi entre o World Strongest Man Mark Henry e o desafiante Sheamus. A luta marcada para o SummerSlam foi cheia de surpresas entre os rivais. Porém Mark estava muito melhor e quando ele e o Celtic Warrior, o homem mais forte do mundo acerta Sheamus quebrando a parte protetora que divide o ringue e arquibancada. Sheamus não consegue voltar e perde por Count Out.
Tivemos uma luta por título na 3ª luta da noite entre a atual campeã do WWE Divas Championship Kelly Kelly e a #1 Contender Beth Phoenix. Kelly Kelly foi acompanhada por Eve Torres e Phoenix por Natalya. A luta foi bem equilibrada, mas a atual campeã mostrou a o que veio e finalizou com seu Modified K2 golpe de finalização. Fez o pin e manteve o cinturão.
Na 4ª luta da noite o Mr. SmackDown Money in the Bank Daniel Bryan enfrentou Wade Barrett. A luta foi boa, com disputas ótimas cada um mostrando para o que veio. Bryan conseguiu acertar um LeBell Lock seu Finisher em cima do ex- líder do The Nexus que já teve Bryan no time. Mas Barrett escapa. A luta prossegue e Wade Barrett acerta seu golpe final em Daniel Bryan o Wasterland finalizando com um pinfall.

### Lutas Principais
Na 1ª luta do Card Principal tivemos o atual campeão do World Heavyweight Championship Christian versus o rival Randy Orton sem desclassificações. A luta foi bem extrema com muito usos de objetos como mesas, cadeiras, tacos, escadas (As que ficam no lado de fora do Corner) entre outros. O primeiro que utilizou um objeto depois de um bom tempo foi Christian com um pau de madeira. A luta continuou com os objetos sendo usados. No final Christian fez um erro: Pulou do Corner para cima do Randy Orton, mas se deu mal, pois o mesmo acertou um RKO aéreo batendo a cabeça de Christian na escada. Orton fez o pin e finaliza a luta retomando o título.
A ultima luta da noite marcada no Card foi a luta entre os atuais Undisputed Championship John Cena e o revolucionário CM Punk com o COO do WWE Triple H de árbitro. A luta foi brava com ótimos golpes na luta. Mais no final Punk com um G.T.S deixa Cena sem sentidos vencendo a Luta Punk se tornando o único campeão do WWE por contagens de Triple H. Após todos saírem do ringue e Punk comemorar o título Kevin Nash do nada saí e ataca CM Punk com um Jackknife powerbomb deixando Punk estirado no ringue. Alberto Del Rio aproveita e faz o Cash-in Money in the Bank Match do Raw.
A luta que não estava marcada no card acontece e Alberto só precisou acertar um pontapé na cabeça de Punk e fazer o pin para se tornar o novo Campeão da WWE.

## Resultados
| Nº                                          | Resultados | Estipulações                                                                         | Tempo |
| ------------------------------------------- | --- | ------------------------------------------------------------------------------------ | ----- |
| Dark                                        | Dolph Ziggler derrotou Alex Riley                                                                                 | Luta individual                                                                      | 10:45 |
| 1                                           | Kofi Kingston, John Morrison e Rey Mysterio derrotaram The Miz, R-Truth e Alberto Del Rio (com Ricardo Rodríguez) | Luta de trios                                                                        | 9:36  |
| 2                                           | Mark Henry derrotou Sheamus por contagem                                                                          | Luta individual                                                                      | 9:22  |
| 3                                           | Kelly Kelly (c) (com Eve Torres) derrotou Beth Phoenix (com Natalya)                                              | Luta individual pelo Divas Championship                                              | 6:33  |
| 4                                           | Wade Barrett derrotou Daniel Bryan                                                                                | Luta individual                                                                      | 11:47 |
| 5                                           | Randy Orton derrotou Christian (c)                                                                                | Luta No Holds Barred pelo World Heavyweight Championship                             | 27:57 |
| 6                                           | CM Punk (c) derrotou John Cena (c)                                                                                | Luta individual pelo Undisputed WWE Championship com Triple H como árbitro           | 29:40 |
| 7                                           | Alberto Del Rio derrotou CM Punk (c)                                                                              | Luta individual pelo WWE Championship; Del Rio usou o contrato do Money in the Bank. | 0:12  |
| (c) – Refere-se aos campeões antes da luta. | |                                                                                      |       |